# Kazimierz Poniatowski

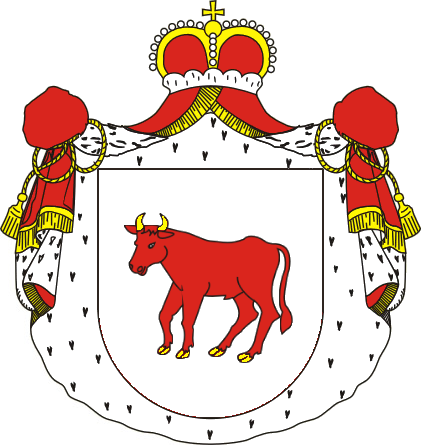
Stemma dei Poniatowski

Principe Kazimierz Poniatowski (Varsavia, 15 settembre 1721 – Varsavia, 13 aprile 1800) è stato un nobile e generale polacco.

## Biografia

### Infanzia
Figlio del principe Stanisław Poniatowski e Konstancja Czartoryska, era fratello del re Stanislao II Augusto Poniatowski e apparteneva ad una delle più nobile famiglie della szlachta, l'alta aristocrazia polacca.

### Giovinezza
Dopo aver studiato in Europa, particolarmente in Germania, ed aver preso parte ad un Grand Tour e quindi visitate Francia, Inghilterra e Italia, intraprese la carriera militare nell'esercito polacco.

### Carriera militare

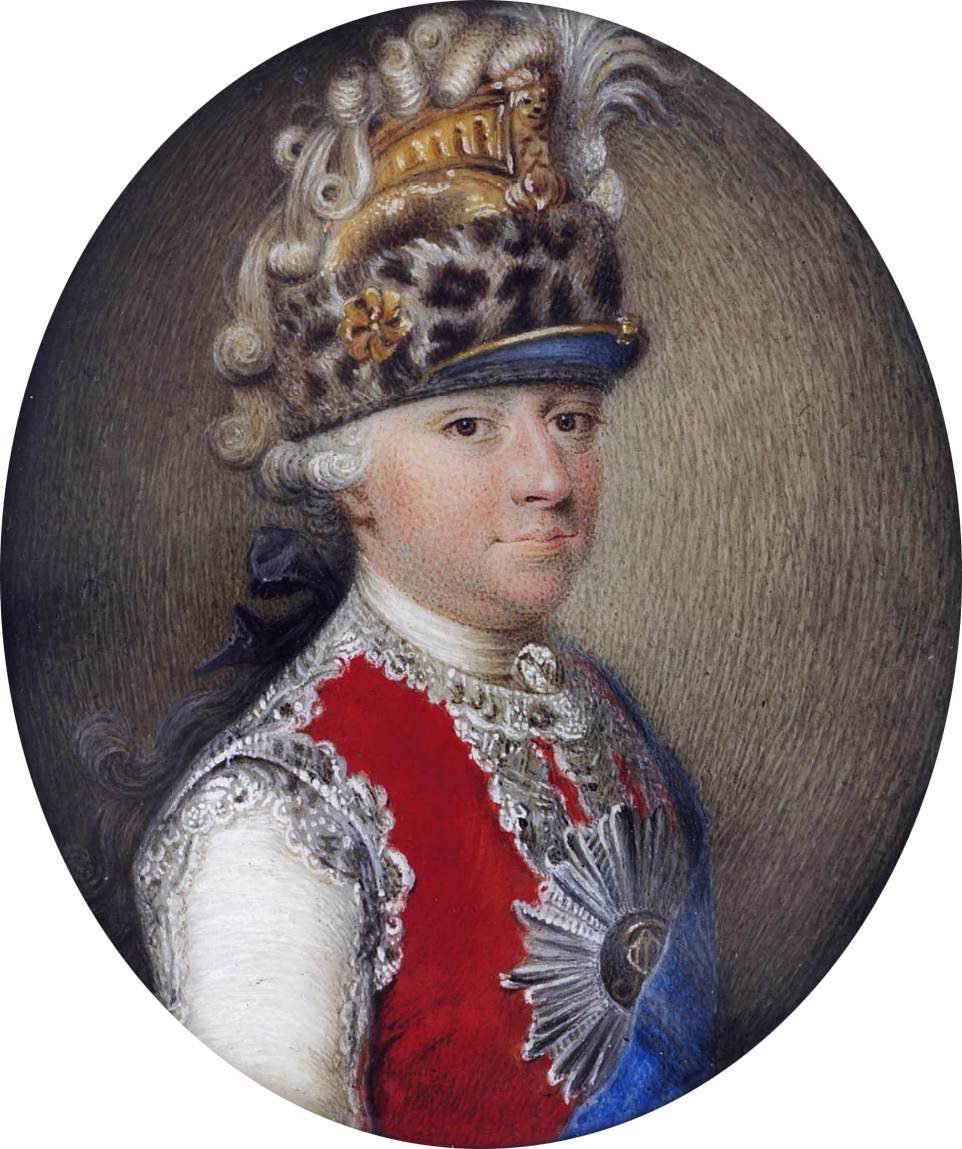
Kazimierz Poniatowski ritratto in unfiorme della Guerdie della Corona

All'ascesa al trono del fratello, gli vennero tributati enormi favori e lui stesso divenne un grande mecenate di artisti, soprattutto pittori e scrittori; il 3 agosto 1744 fu insignito dell'Ordine dell'aquila bianca e divenne Podkomorzy di Polonia, ciò Gran Maresciallo del Regno.
Successivamente divenne generale delle armate polacche voivoda di Lublino.

### Matrimonio
Il 21 gennaio 1751 sposò Apollonia Ustrzycka, dalla quale ebbe tre figli.
E Poniatowski è inoltre noto per la sua attività di libertino, che lo rese molto celebre nella società dell'epoca.

### Morte
Il principe Kazimierz morì a Varsavia il 13 aprile 1800, alla veneranda età di 78 anni.

## Discendenza
Kazimierz e Apollonia Ustrzycka ebbero tre figli:
- Principe Stanisław Poniatowski;
- Principessa Katarzyna Poniatowska;
- Principessa Konstancija Poniatowska.